# Museo missionario-etnologico
Il Museo missionario-etnologico, dal 2020 indicato come Museo etnologico Anima Mundi, è una sezione dei Musei Vaticani.

## Storia e descrizione
La sua storia ha origine con la fine dell'Esposizione Universale Missionaria, che il Santo Padre Pio XI volle promuovere in occasione del Giubileo del 1925, Anno Santo a cui volle dare una profonda peculiarità missionaria. In ventiquattro padiglioni appositamente costruiti, per l'occasione, nei Giardini Vaticani venne documentata l'attività missionaria della Chiesa fin dalle origini. L'Esposizione ebbe un successo internazionale e la maggior parte degli oggetti in mostra dettero vita al Museo Missionario Etnologico, quando l'anno seguente Papa Pio XI decise di istituire questo museo per accogliere molte delle opere che erano state esposte e che in seguito erano state donate al pontefice. Il museo, istituito il 12 novembre 1926 con il motu proprio Quoniam tam, viene inaugurato nel dicembre dell'anno successivo. Inizialmente la sua sede era nel Palazzo del Laterano; con Giovanni XXIII fu spostato nell'attuale sede, e con Paolo VI fu nuovamente inaugurato.
Il museo accoglie, oltre agli oggetti delle culture extraeuropee provenienti dall'Esposizione Universale Missionaria, anche i doni fatti dalle congregazioni religiose missionarie o da privati ai diversi pontefici. Il museo custodisce, tra le altre opere, anche il museo borgiano, ossia il museo che ospitava gli oggetti raccolti dal Cardinale Stefano Borgia o donati dai missionari a Propaganda Fide, fin dalla sua fondazione nel 1622.
Il museo è organizzato in due percorsi: il percorso aperto al pubblico, dove gli oggetti esposti sono suddivisi per aree geografiche; un secondo percorso, aperto solo su richiesta, dove è possibile ammirare e studiare gli altri oggetti non esposti al pubblico, ma organizzati sempre con lo stesso criterio geografico.